# Васон Рентерія
Васон Рентерія (ісп. Wason Rentería, нар. 4 липня 1985, Кібдо) — колумбійський футболіст, що грав на позиції нападника.
Виступав, зокрема, за клуби «Інтернасьйонал», «Сантус» та «Мільйонаріос», а також національну збірну Колумбії.

## Клубна кар'єра
Народився 4 липня 1985 року в місті Кібдо. Вихованець футбольної школи клубу «Патріотас». У 2002 році він перейшов у «Бояка Чико», де дебютував на професійному рівні в чемпіонаті Колумбії через два роки. За два сезони у цій команді взяв участь у 43 матчах чемпіонату.
Своєю грою на молодіжному чемпіонаті світу Васон привернув увагу представників тренерського штабу бразильського «Інтернасьйонала», до складу якого приєднався 2005 року. У бразильській команді Рентерія часто використовувався як гравець, що виходить на заміну (як правило, він був дублером Рафаела Собіса) і посилював атакуючий потенціал команди. Таким чином він забив гол у ворота «Насьйоналя» у чвертьфіналі Кубка Лібертадорес 2006 року. Він підробив м'яч у польоті, перекинувши його через суперника і в польоті послав м'яч у сітку воріт — схожий гол забивав Пеле у фіналі чемпіонату світу 1958 року. Цей гол став одним з найкрасивіших у розіграші турніру, а «Інтернасьйонал» у підсумку виграв трофей вперше у своїй історії. Рентерія забив у турнірі 4 голи. Однак друга половина 2006 року склалася для колумбійця не дуже вдало — футболіст часто лікувався від травм, через що пропустив клубний чемпіонат світу 2006 року, який його команда виграла, і був проданий в «Порту» в січні 2007 року за 7 457 400 бразильських реалів.
У португальській команді Рентерія не зміг закріпитися — він провів шість матчів в чемпіонаті, в п'яти випадках виходячи на заміну і не забив жодного гола, хоча і виграв з командою чемпіонство. У серпні 2007 року Васон на правах оренди перейшов в «Страсбур». Там він став найкращим бомбардиром своїй команді в сезоні, забивши 9 голів у 28 матчах чемпіонату Франції. Але це не допомогло врятувати «Страсбур» від вильоту до Ліги 2. Сезон 2008/09 на правах оренди Рентерія провів у «Бразі», утворюючи атакуючу ланку з Альбертом Мейонгом. Рентерія допоміг клубу вийти в 1/8 фіналу Кубка УЄФА. Залишок 2009 року і 2010 рік Рентерія також провів в орендах з «Порту» — спочатку в «Атлетіко Мінейру», а потім знову в «Бразі».
У 2011 році Рентерія після 6-річної відсутності повернувся на батьківщину, ставши лідером атак «Онсе Кальдаса». Після вдалого виступу за команду з Манісалеса Рентерією зацікавився мексиканський «Крус Асуль», але нападник не зміг пройти в команду за медичними показниками. Незабаром Рентерія підписав за складною схемою контракт з клубом нижчих ліг чемпіонату Бразилії СЕР Кашіас і відразу ж був відданий в оренду у стан переможця Кубка Лібертадорес 2011 року «Сантус» до кінця 2011 року з правом продовження до середини 2012 року. Цим правом «Сантос» скористався, але в середині 2012 року Рентерія все ж покинув бразильську команду і новий сезон розпочав на батьківщині, в «Мільйонаріосі». Граючи у складі цієї команди також здебільшого виходив на поле в основному складі команди. У складі «Мільйонаріос» був одним з головних бомбардирів команди, маючи середню результативність на рівні 0,35 гола за гру першості і 2012 року став з командою чемпіоном Колумбії.
У 2014 році знову покинув Колумбію, але сезон в аргентинському «Расингу» (Авельянеда) пройшов невдало — хоча команда і стала чемпіоном країни, Рентерія зіграв лише у двох іграх Прімери, після чого повернувся на батьківщину, в «Ла Екідад», а потім він втретє за кар'єру виступав у «Бояка Чико».
На початку 2017 року Рентерія відправився до Бразилії, де грав за нижчоліговий «Атлетіку Тубаран» з Ліги Катаріненсе. У липні того ж року підписав контракт з «Гуарані» (Кампінас), що грав у Серії Б Бразилії, де Рентерія зіграв 4 матчі, після чого завершив ігрову кар'єру.

## Виступи за збірні
2005 року залучався до складу молодіжної збірної Колумбії, з якою став переможцем домашнього молодіжного чемпіонату Південної Америки, на якому забив гол в грі проти Уругваю (3:1). Цей результат дозволив Рентерії з командою поїхати на молодіжний чемпіонат світу, що пройшов того ж року у Нідерландах. Там Васон зіграв у всіх чотирьох матчах і забив гол, а його команда вилетіла на стадії 1/8 фіналу.
У складі основної національної збірної Колумбії Рентерія дебютував того ж 2005 року на Золотому кубку КОНКАКАФ у США, куди Колумбія отримала спеціальне запрошення. Васон зіграв у всіх п'яти матчах своєї команди на турнірі і став півфіналістом турніру. Всього протягом кар'єри у національній команді, яка тривала 5 років, провів у її формі 20 матчів, забивши 4 голи.

## Титули і досягнення
- Чемпіон Португалії (1):

«Порту»: 2006–07
- Переможець Ліги Пауліста (1):

«Сантус»: 2012
- Чемпіон Колумбії (1):

«Мільйонаріос»: Фіналісасьйон 2012
- Чемпіон Аргентини (1):

«Расинг» (Авельянеда): 2014
- Володар Кубка Лібертадорес (1):

«Інтернасьйонал»: 2006
- Клубний чемпіон світу (1):

«Інтернасьйонал»: 2006
- Чемпіон Південної Америки (U-20): 2005

## Особисте життя
Молодший брат Васона, Карлос Рентерія (нар. 1986) — також футболіст, нападник, двічі найкращий бомбардир чемпіонату Колумбії.